# Deutz D 5506
Der Deutz D 5506 ist ein Traktormodell der Klöckner-Humboldt-Deutz AG der von 1968 bis 1974 in den Deutz-Werken in Köln produziert wurde. Der D 5506 war das Vorgängermodell des D 6206.
Der Deutz D 5506 galt in den 1970er Jahren aufgrund seiner großen Laufruhe, bedingt durch den Vierzylindermotor und seine, für die meisten deutschen Landwirtschaftsbetriebe ausreichende Leistung von 38 kW (52 PS), als einer der beliebtesten Schlepper auf dem Traktorenmarkt. Im Laufe des Produktionszeitraumes wurden, bis zur Ablösung durch den Deutz D 6206, regelmäßige Verbesserungen an diesem Traktorenmodell vorgenommen. Der Vierzylinder-Dieselmotor des Deutz D 5506 besitzt einen Hubraum von 3768 cm³. Das Getriebe ist mit acht Vorwärts- und vier Rückwärtsgängen ausgestattet. Bei der Verdichtung wird im Motor des D 5506 ein Wert von 17:1 erreicht, während das Drehmoment bei 192 Nm bei 1500 Umdrehungen pro Minute liegt. Die Höchstgeschwindigkeit des Traktors liegt bei 30 km/h. Die Maße des Schleppers betragen 3600 mm × 1880 mm × 2125 mm, mit einem Leergewicht von 2075 kg.